# Александровка (Зачепиловский район)
Алекса́ндровка (укр. Олександрівка) — село,
Забаринский сельский совет,
Зачепиловский район,
Харьковская область, Украина.
Код КОАТУУ — 6322281002. Население по переписи 2001 года составляет 446 (197/249 м/ж) человек.

## Географическое положение
Село Александровка находится на реке Вшивая, русло реки извилистое, образует несколько стариц, выше по течению на расстоянии в 1 км расположено село Забарино, ниже по течению на расстоянии в 1 км — село Николаевка.

## История
- 1750 — дата основания.

## Экономика
- Молочно-товарная ферма, машинно-тракторные мастерские.
- КСП «Александровское».

## Объекты социальной сферы
- Школа.
- Клуб.

## Известные уроженцы
- Рудь, Николай Данилович (1912—1989) — украинский поэт и прозаик.

## Достопримечательности
- Братская могила советских воинов погибших в 1943 году. Памятник установлен в 1957 году.
- Памятник землякам погибшим в Великой Отечественной войне. Установлен в 1971 году.
- 14 древних курганов[1].
- В 1993 году в селе Александровка открыт памятник Петру Ильичу Чайковскому (скульптор В. А. Фёдоров).